# Pavel Solomin
Pavel Solomin (uzb. Павел Соломин, ros. Павел Павлович Соломин, Pawieł Pawłowicz Sołomin, ur. 15 czerwca 1982 w Taszkencie) – uzbecki piłkarz grający na pozycji napastnika. Posiada także obywatelstwo rosyjskie.

## Kariera klubowa
Sołomin pochodzi z Taszkentu. Piłkarską karierę rozpoczął w tamtejszym klubie Traktor Taszkent. W 2003 roku zadebiutował w rozgrywkach Olij Ligi. Pierwszy sezon był dla niego udany – zdobył 11 goli w 15 spotkaniach i znacznie pomógł Traktorowi w utrzymaniu w lidze. W kolejnym był mniej skuteczny zdobywając 8 goli, ale tym razem Traktor zajął 5. miejsce. Rok 2005 Paweł rozpoczął także w Traktorze, ale latem został wypożyczony do potentata ligi, Paxtakoru Taszkent, gdzie walczył o miejsce w składzie z Aleksandrem Gejnrychem. Wywalczył tytuł mistrza Uzbekistanu, ale Pachtakor nie przedłużył wypożyczenia i w 2006 roku Sołomin znów grał w Traktorze. Zakończył z nim sezon na 5. miejscu w tabeli, a z 21 golami na koncie został królem strzelców tamtejszej ligi.
Wysoka skuteczność strzelecka w 2006 roku spowodowała, że Sołominem zainteresował się rosyjski Saturn Ramienskoje. Ostatecznie w styczniu 2007 przeszedł do tego klubu. W Premier Lidze zadebiutował 21 kwietnia w meczu z Rubinem Kazań (1:0). Wobec konkurencji w składzie częściej występował w rezerwach Saturna.
W 2008 roku Sołomin wrócił do Uzbekistanu i został zawodnikiem Nawbahoru Namangan, jednak nie przebił się tam do składu i w styczniu 2009 roku przeszedł do Lokomotiwu Taszkent. Następnie grał w Sriwijaya FC, Putra Samarinda, Mashʼal Muborak, Shoʻrtan Gʻuzor i ponownie w Putra Samarinda.
| Sezon   | Klub               | Kraj       | Rozgrywki    | Mecze | Bramki |
| ------- | ------------------ | ---------- | ------------ | ----- | ------ |
| 2003    | Traktor Taszkent   | Uzbekistan | Olij Liga    | 15    | 11     |
| 2004    | Traktor Taszkent   | Uzbekistan | Olij Liga    | 25    | 8      |
| 2005    | Traktor Taszkent   | Uzbekistan | Olij Liga    | 13    | 4      |
| 2005    | Paxtakor Taszkent  | Uzbekistan | Olij Liga    | 12    | 6      |
| 2006    | Traktor Taszkent   | Uzbekistan | Olij Liga    | 30    | 21     |
| 2007    | Saturn Ramienskoje | Rosja      | Premier Liga | 2     | 0      |
| 2008    | Nawbahor Namangan  | Uzbekistan | Olij Liga    | 23    | 3      |
| 2009    | Lokomotiv Taszkent | Uzbekistan | Olij Liga    | 23    | 2      |
| 2009/10 | Sriwijaya FC       | Indonezja  | Super League | 12    | 5      |
| 2010/11 | Putra Samarinda    | Indonezja  | Super League | 15    | 3      |
| 2012    | Mashʼal Muborak    | Uzbekistan | Olij Liga    | 11    | 5      |
| 2013    | Shoʻrtan Gʻuzor    | Uzbekistan | Olij Liga    | 11    | 5      |
| 2014    | Putra Samarinda    | Indonezja  | Super League | 10    | 2      |

## Kariera reprezentacyjna
W reprezentacji Uzbekistanu Sołomin zadebiutował w 2006 roku. O miejsce w linii ataku walczy z Aleksandrem Genjrychem, Maksimem Szackichem i Ulugbekiem Bakajewem. W 2007 roku wystąpił w Pucharze Azji 2007 i doszedł z Uzbekistanem do ćwierćfinału (zdobył gola w przegranym 1:2 meczu z Arabią Saudyjską).